# Chionodiptera
Chionodiptera is een geslacht van vlinders van de familie spinners (Lasiocampidae).

## Soorten
- C. nivea De Lajonquière, 1972
- C. virginalis (Viette, 1962)